# Pavonia makoyana
Pavonia makoyana là một loài thực vật có hoa trong họ Cẩm quỳ. Loài này được E. Morren mô tả khoa học đầu tiên năm 1878.